# Wypad na okop

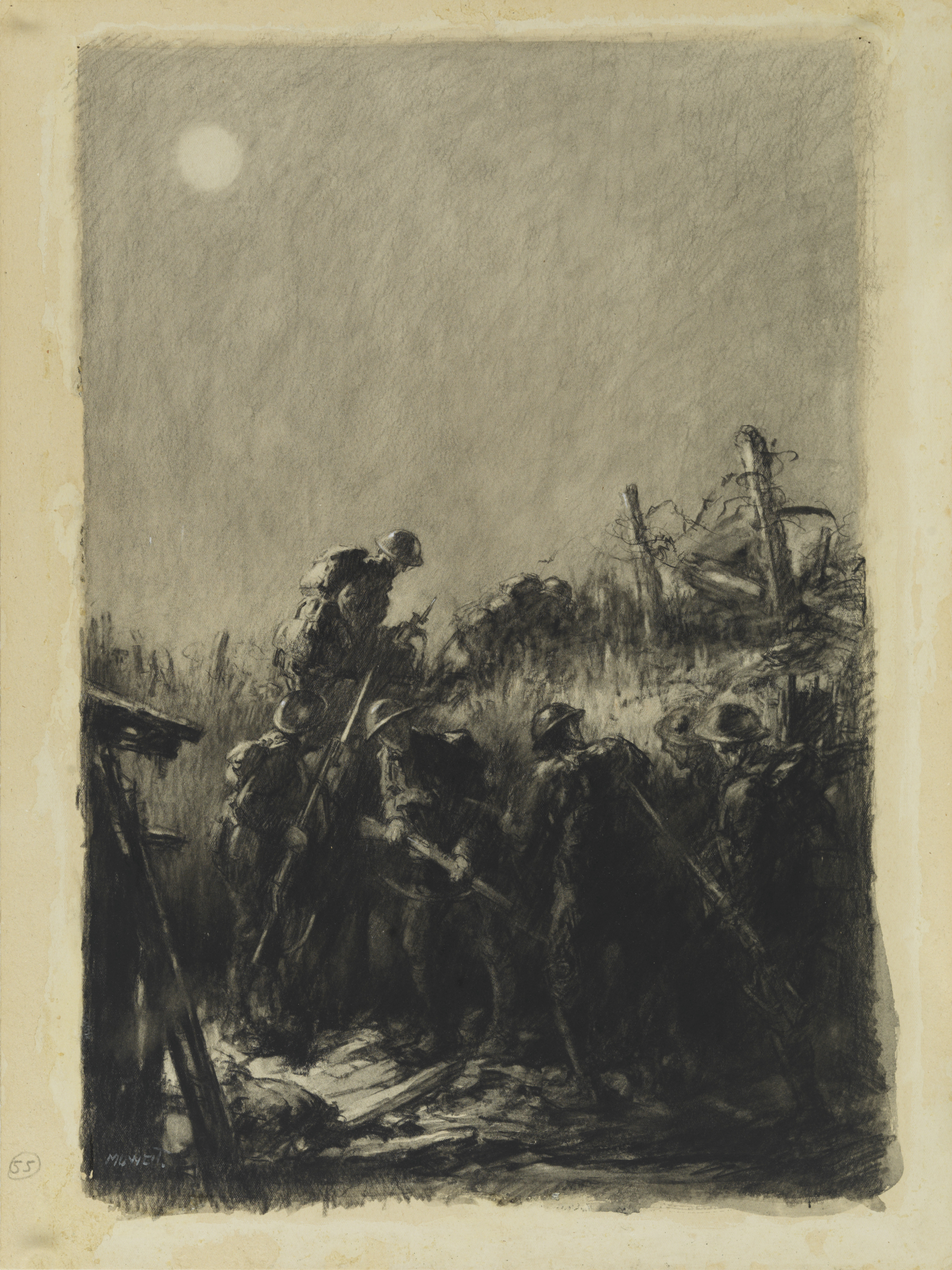
Harold James Mowat, Wypad „na okop”

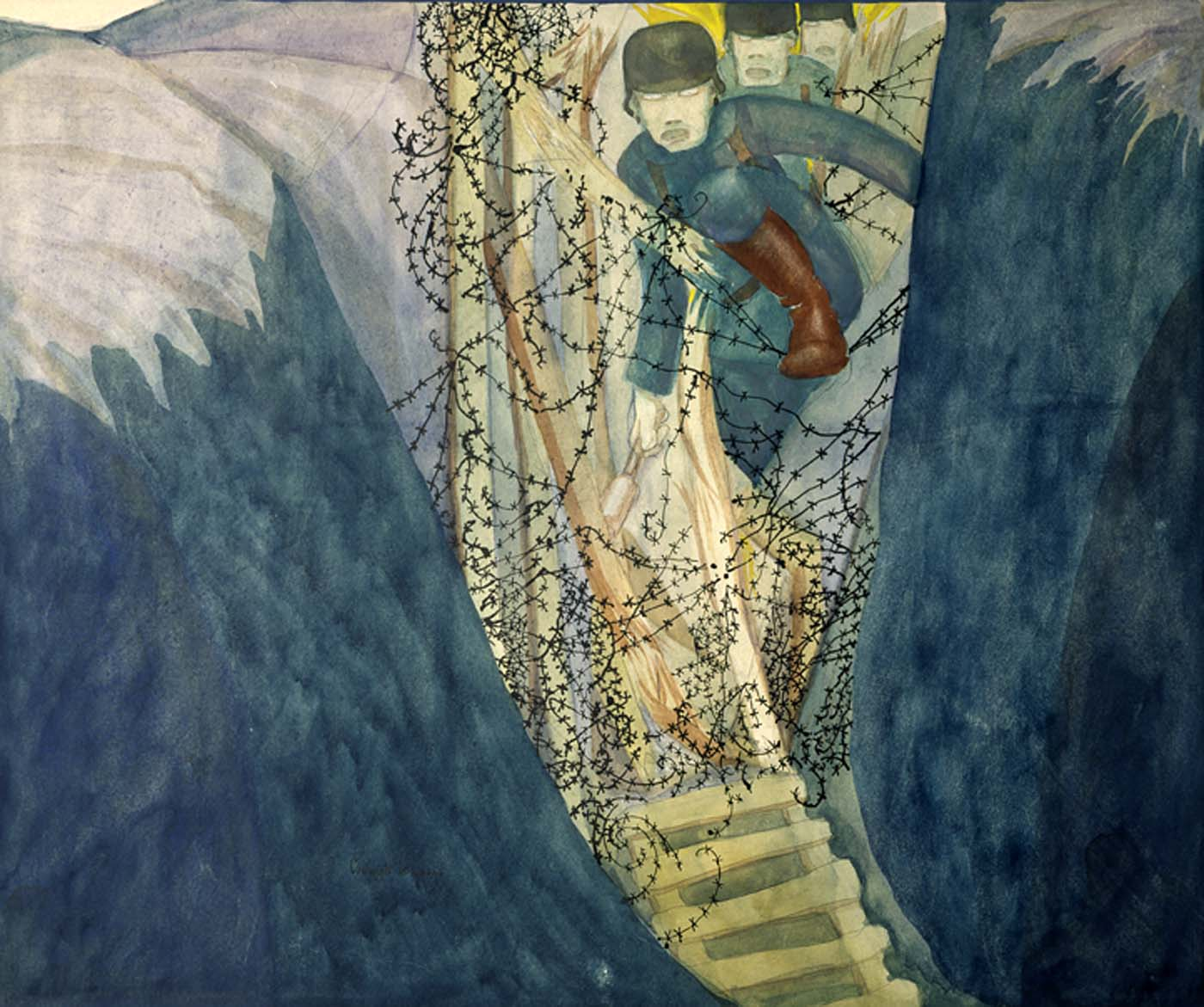
Claggett Wilson, Rajd na nasz okop

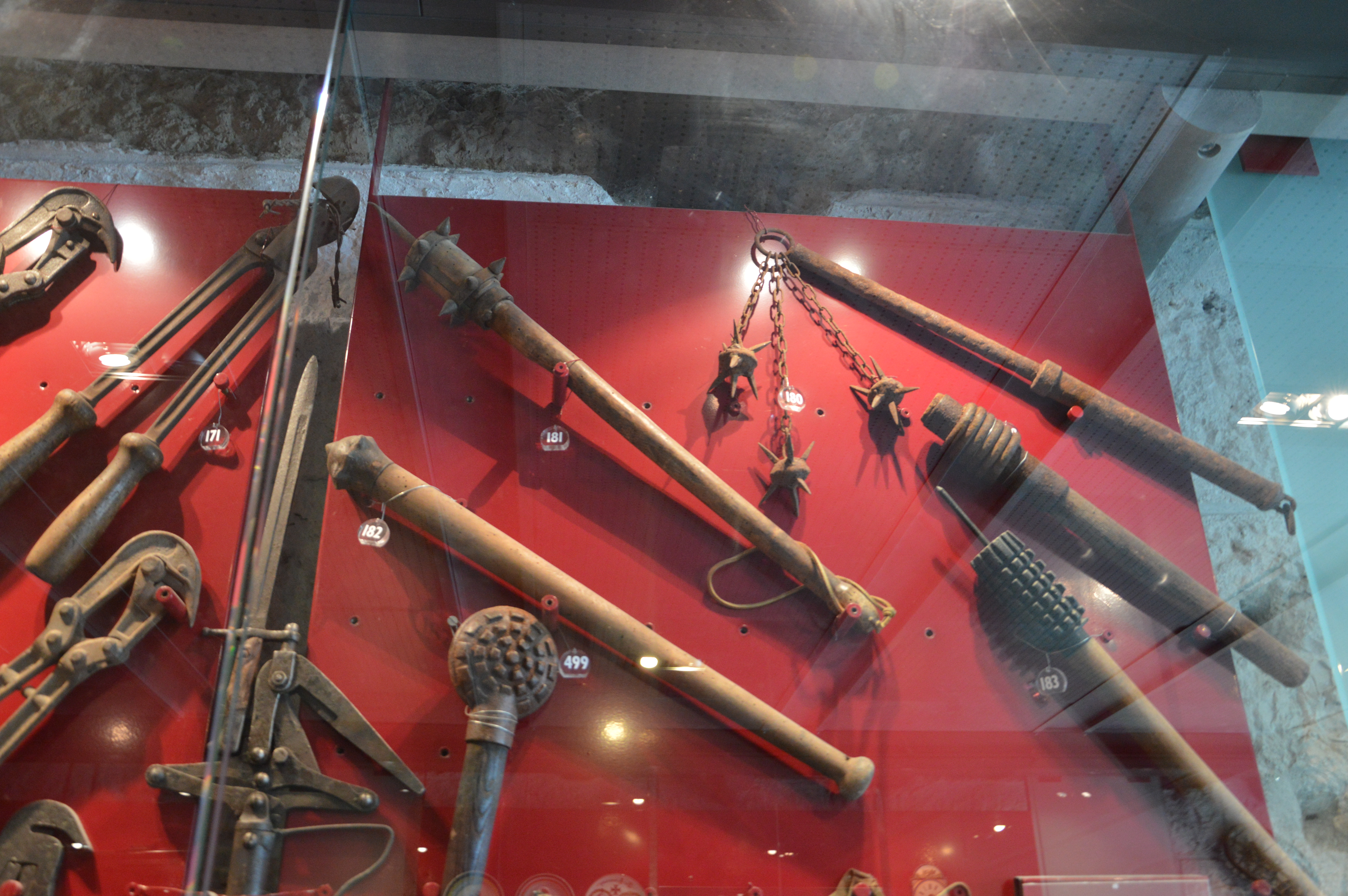
Pałki okopowe używane podczas wypadów na okopy w czasie wojny

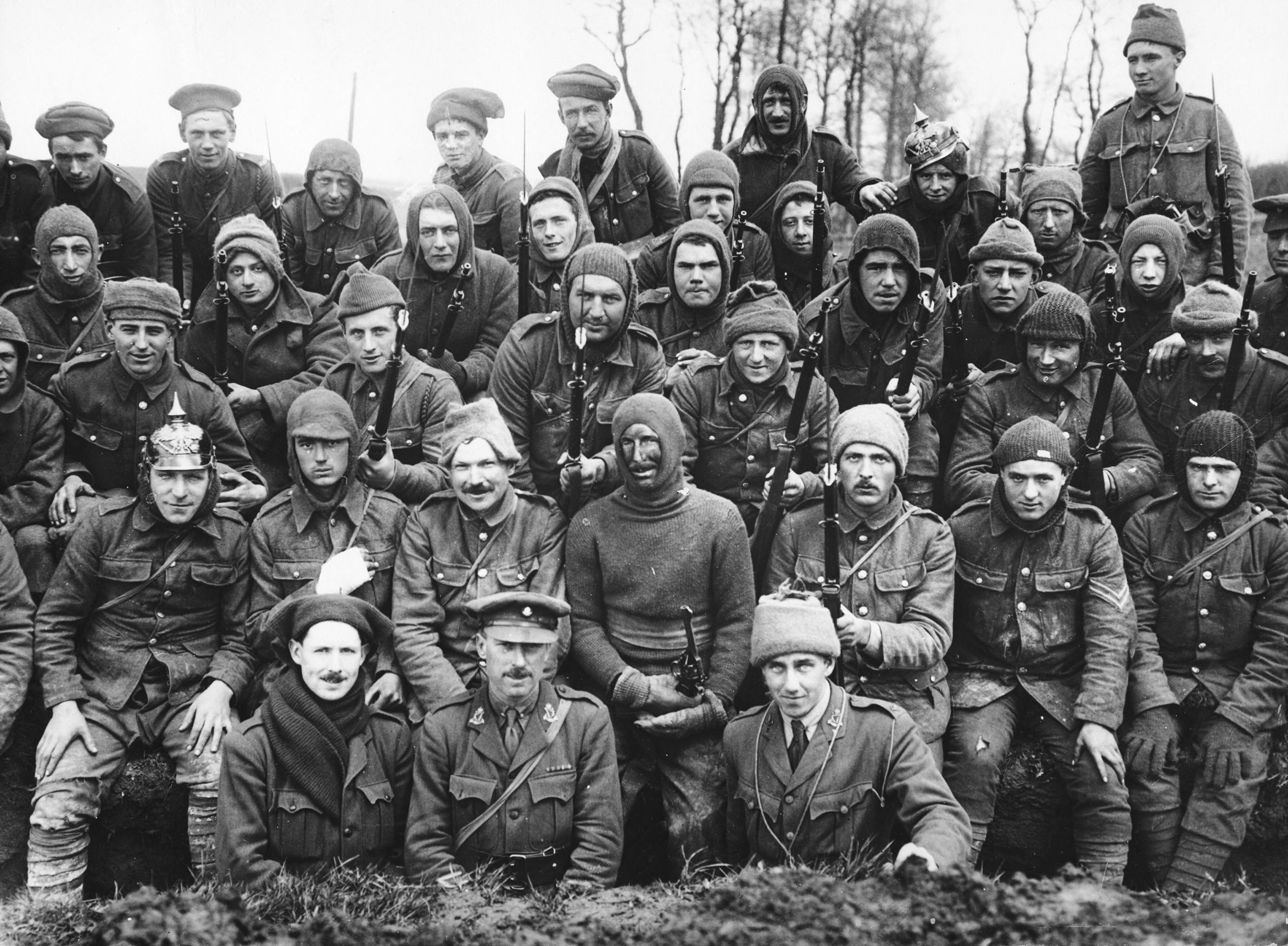
Brytyjscy „rajdowcy” po powrocie z niemieckiego okopu. Dwóch ma na głowach zdobyczne pikielhauby

Wypad „na okop” – taktyka wojny pozycyjnej stosowana podczas I wojny światowej, polegająca na przeprowadzaniu nocnego zaskakującego uderzenia na pozycje wroga w okopie.

## Opis
Wypad przeprowadzany był przez grupy zamaskowanych żołnierzy w liczbie od 10 do 200, którzy przekradając się przez drut kolczasty i inne przeszkody na ziemi niczyjej, infiltrowali system okopów wroga. Odległość między liniami frontu była zróżnicowana, ale na ogół wynosiła kilkaset metrów. Jakakolwiek próba rajdu na wrogi okop w ciągu dnia była bezcelowa, ponieważ szybko go zauważano a artylerzyści, kaemiści i snajperzy mieli doskonały widok na ziemię niczyją i mogli z łatwością strzelać do każdego, kto wystawił się ponad parapet okopu.
Standardową praktyką podczas wypadu było powolne podkradanie się do wartowników strzegących małego odcinka wrogiego okopu, wypatrując w ciemności blasku papierosów lub nasłuchując rozmów, a następnie ciche zabijanie ich. Po zabezpieczeniu okopu grupa wypadowa realizowała swoje cele misji tak szybko, jak to możliwe, gdyż była świadomi, że im dłużej pozostanie w okopie, tym większe prawdopodobieństwo przybycia posiłków wroga. Po wykonaniu zadania grupa powracała na swoją stronę frontu, z czym zawsze wiązało się ryzyko, że moze być ostrzelana w wyniku bratobójczego ognia. Dlatego standardową procedurą było powiadamianie wartowników wzdłuż linii frontu o każdym wysłaniu grup wypadowej oraz używanie systemu haseł, aby powracający „rajdowcy” mogli zidentyfikować się, będąc wywołanymi w ciemności.
Na froncie zachodnim wypadów na okopy dopuszczały się zarówno wojska Ententy, jak i Cesarstwa Niemieckiego. 

## Cele
Wypad „na okop” miał wiele celów:
- schwytanie, zranienie lub zabicie żołnierzy wroga,
- niszczenie, unieruchamianie lub zdobycie sprzęt wojskowego o dużej wartości,
- zebranie informacji wywiadowczych, przechwycenie ważnych dokumentów (na przykład map) lub wrogich oficerów w celu ich przesłuchania,
- rozpoznanie dla przyszłego zmasowanego ataku w ciągu dnia,
- spowodowanie by wróg czuł się zagrożony także w nocy, zmniejszając w ten sposób jego skuteczność i morale,
- utrzymywanie ducha walki w żołnierzach, poprzez wysyłanie ich na takie misje.

## Uzbrojenie
Pomimo faktu, że I wojna światowa była pierwszym konfliktem toczonym środkami zmechanizowanymi, wypady na okopy były bardzo podobne do średniowiecznych działań wojennych, o ile używano podczas nich prymitywnej broni. Żołnierze dokonujący wypadu byli wyposażeni do cichego, niezakłóconego poruszania się w bronie takie jak pałki i noże okopowe, bagnety, kastety, sztylety i tym podobne. Wybór broni był przemyślany gdyż intencją „rajdowców” było zabijanie lub chwytanie żołnierzy wroga po cichu, bez zwracania uwagi na swoje działania. Byli również uzbrojeni w bardziej nowoczesną broń, taką jak pistolety, rewolwery, strzelby, pistolety maszynowe i granaty ręczne, chociaż były one przeznaczone do użycia tylko w sytuacjach awaryjnych, to jest jeśli wróg odkrył ich działania i podniósł alarm. Kanadyjscy żołnierze używali najchętniej lkm-u Lewis oraz granatów ręcznych. 

## Kanadyjczycy w wypadach na okopy
Z wypadów na okopy szczególnie znani byli żołnierze kanadyjscy; mieli oni wyjątkowo znaczący wpływ na ich rozwój oraz byli efektywni w przeprowadzaniu ich. Byli także sprawcami pierwszego wypadu na okop – stu mężczyzn z pułku Princess Patricia's Canadian Light Infantry przeprowadziło 28 lutego 1915 roku atak na okopy niemieckie, niszcząc niecałe 30 metrów okopu, zabijając 5 ludzi i raniąc 11 kolejnych osób. Kilka miesięcy później, w listopadzie tego samego roku, kanadyjski podpułkownik Victor Odlum wraz ze 170 ochotnikami przeprowadził zaplanowany wypad na niemieckie okopy; w wyniku tego wzięto wielu niemieckich żołnierzy jako jeńców, tracąc przy tym dwóch kanadyjskich żołnierzy. Redefiniowało to technikę takowych wypadów. Do końca roku Kanadyjczycy zyskali taką sławę, że francuski marszałek Joseph Joffre wysyłał swych oficerów do dowództwa kanadyjskiego, aby Francuzi nauczyli się sprawnego przeprowadzania wypadów na okopy.